# Alogonia cataleuca
Alogonia cataleuca är en fjärilsart som beskrevs av Herrich-Schäffer sensu Druce 1890. Alogonia cataleuca ingår i släktet Alogonia och familjen nattflyn. Inga underarter finns listade i Catalogue of Life.